# Kartalkaya-Talsperre
Die Kartalkaya-Talsperre (türkisch Kartalkaya Barajı) liegt am Aksu Çayı, einem linken Nebenfluss des Ceyhan, in der südtürkischen Provinz Kahramanmaraş.
Die Kartalkaya-Talsperre wurde 1965–1972 als Schüttdamm errichtet. Ihr Zweck ist die Bewässerung und Wasserversorgung.
Das Absperrbauwerk hat eine Talhöhe von 57 m (über der Talsohle) und besitzt ein Dammvolumen von 2 Mio. m³. Der zugehörige Stausee bedeckt eine Fläche von 10,2 km² und besitzt ein Speichervolumen von 148,38 Mio. m³. Am südlichen Seeufer liegt die Kreisstadt Pazarcık.
Die Talsperre dient der Bewässerung von 22.810 ha.  
Außerdem liefert sie jährlich 47,3 Mio. m³ Trinkwasser.